# Scharendijke
Scharendijke (Zeeuws: Schaerendieke) is een dorp in de gemeente Schouwen-Duiveland, in de Nederlandse provincie Zeeland. Per 1 januari 2023 had het dorp 1.245 inwoners. Tot 1961 behoorde Scharendijke tot de gemeente Elkerzee, daarna was het tot 1997 het bestuurscentrum van de gemeente Middenschouwen.

## Geschiedenis
Het dorp ontstond in de 15e eeuw aan een schaardijk, een dijk aan een diepe vloedgeul zonder slikken ervoor. Aanvankelijk was Scharendijke weinig anders dan een buurtschap waar naast landarbeiders ook dijkwerkers woonden.
De ontwikkeling tot echt dorp kwam pas in de vroege twintigste eeuw op gang, toen hier een haventje, Kloosternol geheten, werd aangelegd. Dit werd met name gebruikt voor het transport van de op dit eiland veel verbouwde meekrapplant. In 1977 werd de haven uitgebreid tot een jachthaven.
Tijdens de Watersnood van 1953 raakte de kerk van Elkerzee zo beschadigd dat deze moest worden gesloopt. In 1955 werd in Scharendijke een nieuwe kerk gebouwd. Deze Bethlehemkerk is vernoemd naar het verdwenen middeleeuwse klooster Bethlehem. Na de gemeentelijke herindeling in 1961 is Scharendijke aangewezen als groeikern.

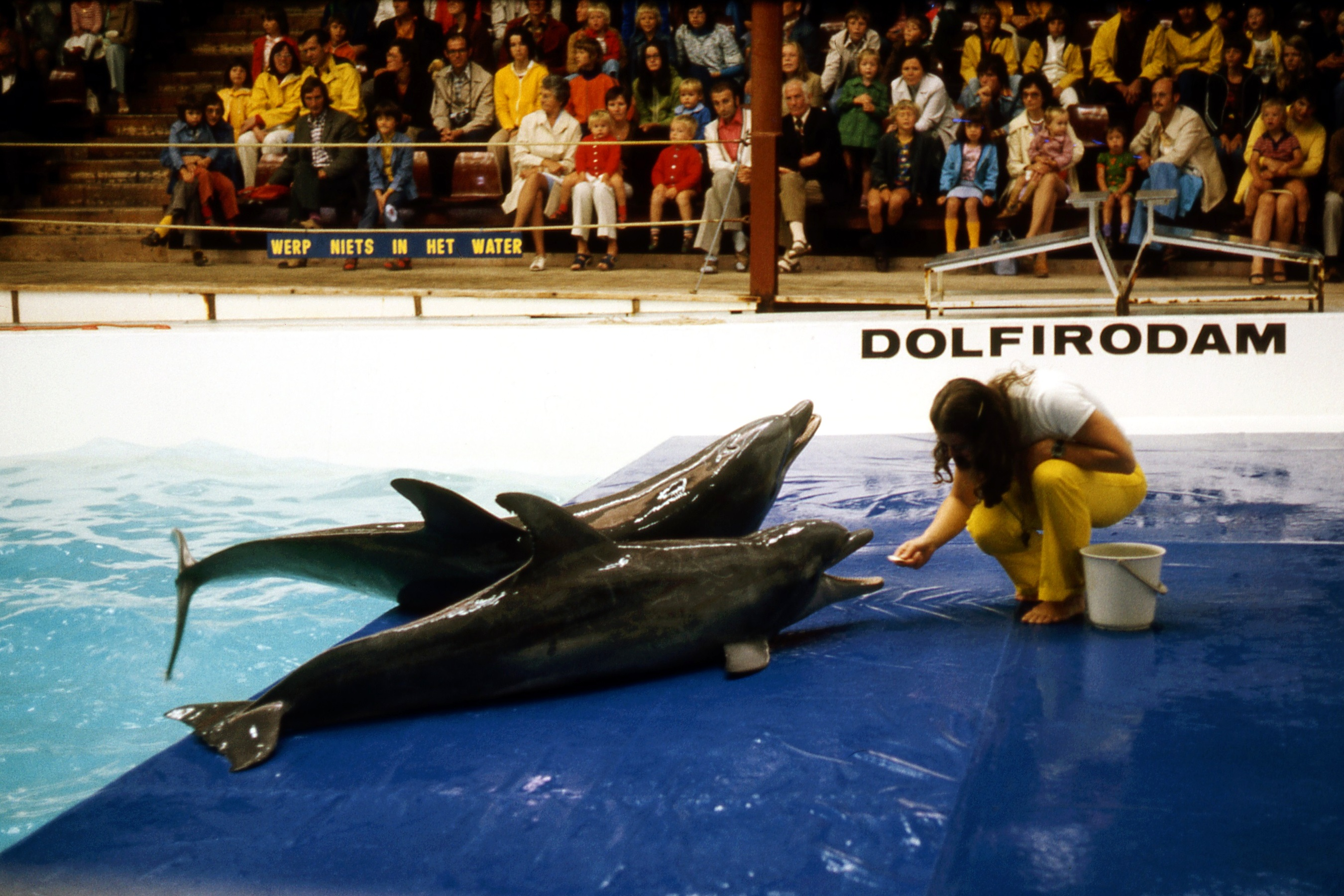
1974: Dolfirodam van Scharendijke

Na de voltooiing van de Brouwersdam in 1972 is het dorp een centrum van watersport geworden en heeft het veel nieuwe bewoners getrokken. Met de Noordzeestranden en het Grevelingenmeer op loopafstand is Scharendijke de ideale plek voor met name de surf-, zeil- en duiksport. De duikers in Nederland beschouwen de duikgebieden "het Koepeltje", "Scharendijke Haven" en "Nieuwe Kerkweg" als hotspots van het Grevelingenmeer.
Vanaf 1973 tot en met 1980 bestond het uit Rotterdam verhuisde dolfinarium Dolfirodam in Scharendijke, waar elke zomer rond de 150.000 toeschouwers de shows met dolfijnen bijwoonden.
Op 3 februari 2023 werd, zeventig jaar na de Watersnoodramp van 1953, een standbeeld onthuld van de hond Bläsz. Deze Appenzeller Sennenhond dreef de koeien van twee boerderijen uit hun ondergelopen stallen naar de dijk, waar ze veilig waren. Hij kreeg een Amerikaanse onderscheiding, mocht koningin Juliana een poot geven en is uiteindelijk vereeuwigd door de kunstenaar Miems van Citters, dochter uit het burgemeestersgezin waarin Bläsz destijds werd geboren.
Scharendijke is een van de dorpen aan de Schouwse kust waar jaarlijks een Straô gehouden wordt, in Scharendijke is dat op de tweede zaterdag in maart.